# Rzeczyce (województwo lubelskie)
Rzeczyce – wieś w Polsce położona w województwie lubelskim, w powiecie biłgorajskim, w gminie Frampol.
| SIMC    | Nazwa    | Rodzaj    |
| ------- | -------- | --------- |
| 0887440 | Warszawa | część wsi |

Wieś została założona przez Adama Gorajskiego ok. 1575 roku Do poł. XVII w. istniał tu zbór kalwiński.
W latach 1975–1998 wieś położona była w województwie zamojskim.
Wieś jest sołectwem w gminie Frampol. Według Narodowego Spisu Powszechnego z roku 2011 wieś liczyła 307 mieszkańców i była siódmą co do wielkości miejscowością gminy.
Wierni Kościoła rzymskokatolickiego należą do parafii  św. Jana Nepomucena i Matki Bożej Szkaplerznej we Frampolu.